# Distrito de José María Quimper

Provincia de Camaná en Arequipa

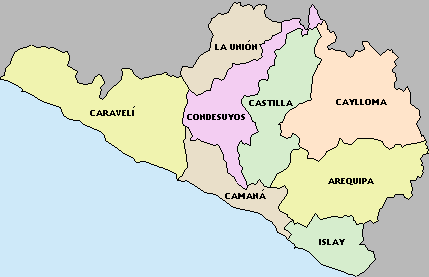
Provincias de Arequipa

El distrito de José María Quimper, más conocido como distrito de El Cardo, es uno de los ocho distritos que conforman la provincia de Camaná en el departamento de Arequipa, bajo la administración del Gobierno regional de Arequipa, en el sur del Perú.
Desde el punto de vista jerárquico de la Iglesia católica forma parte de la Prelatura de Chuquibamba en la Arquidiócesis de Arequipa.

## Historia
El distrito fue creado mediante Ley n.º 9999 del 3 de noviembre de 1944, en el primer gobierno del Presidente Manuel Prado Ugarteche.

## Geografía
Situado en el centro de la provincia al este de la ciudad de Camaná, junto a la costa del Océano Pacífico y bordeado por la carretera Panamericana Sur.

## Autoridades

### Municipales
- 2019-2022
  - Alcalde: Julio César Montoya Monroy, de Unidos por el Gran Cambio.
  - Regidores:

  1. Maynar Mirci Cerpa Herrera (Unidos por el Gran Cambio)
  2. Marylin Lizbeth Rojas Etchebarne (Unidos por el Gran Cambio)
  3. Rosa Anculle Roldan (Unidos por el Gran Cambio)
  4. Álvaro Pascual Salazar Gallardo (Unidos por el Gran Cambio)
  5. Dina Elena Torres Palomino (Arequipa Renace)

- 2015-2018
  - Alcalde: Julio César Dávila Dávila, de Arequipa, Tradición y Futuro.
  - Regidores:

  1. Juan Segundo Galbarino Pinto Herrera (Arequipa, Tradición y Futuro)
  2. Teresa Pilar Santos Cabrera (Arequipa, Tradición y Futuro)
  3. Edwar Gabriel Carnero Santayana (Arequipa, Tradición y Futuro)
  4. Lucy Marina San Jorge Quispe (Arequipa, Tradición y Futuro)
  5. Rosa Nicolasa Arlety Pinto De Begazo (Arequipa Renace)

### Religiosas
- Obispo Prelado: Mons. Mario Busquets Jordá.

## Festividades
- Virgen de la Candelaria.
- San Isidro.